# Astha Laxmi Shakya
Asta Laxmi Shakya est une femme politique népalaise, membre du Parti communiste du Népal (marxiste-léniniste unifié) (ou PCN-MLU).
En 2004-2005, elle occupe les fonctions de ministre des Femmes, de l'Enfance et du Bien-être social, dans le cabinet dirigé par Sher Bahadur Deuba (membre du Congrès népalais), succédant dans ces fonctions à Renu Kumari Yadav.
Le 22 août 2008, dans le cadre du programme minimal commun (en anglais : Common Minimum Programme ou CMP) de gouvernement entre les maoïstes, les marxistes-léninistes et le Forum, elle est désignée par son parti pour occuper les fonctions de ministre de l'Industrie et du Commerce dans le gouvernement dirigé par Pushpa Kamal Dahal (alias « Prachanda »), lors de la première série de nominations, mais pour des problèmes de protocole, les 6 ministres issus du PCN-ML refusent de prêter serment tant que la seconde place ne sera pas accordée, au sein du cabinet, à leur chef de file, Bam Dev Gautam.
Après des discussions entre Jhala Nath Khanal, secrétaire général du PCN-MLU et Pushpa Kamal Dahal, Premier ministre et président du PCN-M, les six ministres issus du PCN-MLU devaient entrer en fonction le 29 août 2008, mais leur prise de fonction intervient en fait le 31 août, le Premier ministre en profitant pour investir 6 autres ministres maoïstes et 3 ministres issus de petites formations, lorsqu'ils reçoivent leurs pouvoirs du Premier ministre, en présence du président de la République, Ram Baran Yadav. À cette occasion, pour satisfaire les exigences du PCN-MLU, Bam Dev Gautam est également titré vice-Premier ministre et placé au second rang protocolaire dans la hiérarchie gouvernementale.